# Straż Miejska Ankh-Morpork
Straż Miejska Ankh-Morpork (SMAM) – formacja policyjna miasta Ankh-Morpork z cyklu Świat Dysku. Pierwotnie jej motto brzmiało Fabricati Diem, Puncti Agunt Celeriter (korzystaj z dnia, czas szybko płynie). W tomie "Straż! Straż!" jest już ono zredukowane do Fabricati Diem, Punc, co można tłumaczyć na angielski jako "Make my day, punk" ("Uprzyjemnij mi dzień, śmieciu", słynny cytat z "Brudnego Harry’ego").

## Historia

### p.e.p. (przed erą Patrycjusza)
Przekazane są jedynie szczątkowe informacje o działaniu i funkcjonowaniu Straży w czasach przed rządami Patrycjusza Havelocka Vetinariego. Prawdopodobnie została powołana do życia w roku 1561 przez króla Veltricka I jako jedna z formacji porządkowych działających na terenie miasta. Znany z nazwiska jest jeden komendant: Vimes zwany Kamienną Gębą (przodek Samuela Vimesa), który doprowadził do obalenia i osobiście ściął ostatniego króla, Lorenza Łagodnego. Na dość mocnych przesłankach oparte jest twierdzenie, że straż liczyła 56 członków i oprócz komendy głównej utrzymywała komisariaty przy bramach miasta: Rzecznej, Opacznej i Osiowej. Wiadomo, że straż była dość liczna i posiadała liczne komisariaty jeszcze na początku panowania Szalonego Lorda Snapcase'a.

### Straż! Straż!
Straż funkcjonuje pod nazwą: Straż Miejska Ankh-Morpork – Nocna zmiana. Liczebność straży spada do absolutnego minimum w jej historii. Pod dowództwem kapitana Samuela Vimesa pozostają jedynie sierżant Frederick Colon, kapral Nobby Nobbs i świeży nabytek straży, młodszy funkcjonariusz Marchewa Żelaznywładsson. Tak drastyczne zmiany w funkcjonowaniu Straży są efektem reform Lorda Vetinariego ("jeśli mamy mieć przestępczość, niech to będzie przestępczość zorganizowana"), który po zalegalizowaniu działalności Gildii Złodziei (która znacznie skuteczniej radziła sobie z "nieautoryzowaną działalnością") praktycznie zlikwidował siły policyjne miasta. Według słów kaprala Nobbsa, obowiązki straży polegają na patrolowaniu miasta i wykrzykiwaniu (niezbyt głośnym!) "już dwunasta, wszystko w porządku". Mimo to Straż bierze aktywny udział w wydarzeniach związanych z próbą reaktywacji monarchii przy pomocy magicznego smoka. Straż przeprowadza się do nowej siedziby w Pseudopolis Yard. W uznaniu bohaterskiej postawy wykazanej podczas kryzysu strażnicy otrzymują podwyżkę, nowy czajnik oraz tarczę i strzałki.

### Zbrojni
Pod naciskiem Krzemowej Ligi Walki ze Zniesławieniem Patrycjusz zorganizował nabór do Straży członków mniejszości gatunkowych. Straż przyjmuje trzech nowych członków: wilkołaka Anguę, krasnoluda Cuddy’ego i trolla Detrytusa. Nowe wyzwanie dla powiększonej Straży to kolejna próba przywrócenia monarchii, tym razem przy pomocy broni palnej. Działania i upór kapitana Vimesa doprowadzają do zawieszenia działalności Straży. Podczas zamieszek gatunkowych powstaje Milicja Miejska pod przywództwem kaprala Marchewy. Działania tejże doprowadzają do uspokojenia sytuacji i przywrócenia status quo ante. Zaistniałe wypadki skłaniają Patrycjusza do reaktywacji Straży w dawnej postaci. Przywrócony zostaje tytuł Komendanta Straży, Marchewa awansuje na kapitana, a strażnicy otrzymują oczywiście nową tarczę do strzałek.
Cytaty:

"w straży nie ma ani krasnoludów, ani trolli, ani ludzi (...) są tylko strażnicy"

"Rzeczy muszą być widoczne. Rzeczy nie powinny się dziać w mroku ani za zamkniętymi drzwiami.".

### Na glinianych nogach
Straż funkcjonuje "pełną parą", czego efektem jest oszacowanie życia komendanta Vimesa przez Gildię Skrytobójców na 20 000 AMD (dolarów Ankh-Morpork) i ciągły wzrost tej ceny. Straż otwiera nowy komisariat na Flaku (Mroki) i w końcu otwiera wydział kryminalistyki w osobie eks-alchemika – kobiety-krasnoluda imieniem Cudo Tyłeczek. Powstaje nowy wydział grupujący tajnych funkcjonariuszy, znany pod nazwą "Chłopaki z Kablowej". Na Straż spada obowiązek utrzymania przy życiu podtruwanego Patrycjusza, zapobieżenie następnej próbie restauracji monarchii i wyjaśnienie serii morderstw niewinnych staruszków oraz epidemii samobójstw wśród golemów. Członkiem Straży zostaje Dorfl – pierwszy golem, który potrafi mówić.

### Bogowie, honor, Ankh-Morpork
Sir Samuel Vimes, komendant Straży Miejskiej i jego strażnicy muszą przeciwstawić się najgorszej ze zbrodni – wojnie. Z powodu małej wysepki o nazwie Leshp, Ankh-Morpork wypowiada wojnę Klatchowi. Patrycjusz znika razem z Colonem i Nobbsem pod wodą, armią (dość mikrą) dowodzi kompletny głupek, tajemniczy dyplomata 71-godzinny Ahmed porywa Anguę, w mieście panuje chaos. Sam Vimes postanawia więc wziąć sprawy we własne ręce. Żeby nie dopuścić do niepotrzebnego mordu, z resztek straży tworzy regiment wojskowy i wyrusza do Klatchu, by położyć kres wojnie.

### Piąty Elefant
Vimes zostaje diukiem i wyrusza z misją dyplomatyczną do Überwaldu. Z pomocą swych podwładnych demaskuje spisek wilkołaków i nawiązuje przyjazne kontakty z królem krasnoludów. Pod jego nieobecność strażą w Ankh-Morpork próbuje kierować sierżant Colon.

### Prawda
Straż nie może poradzić sobie z rozwikłaniem spisku, który ma doprowadzić do odsunięcia Vetinariego od władzy. Spiskowcy zamaskowali ślady tak, że nawet Angua nie może ich wytropić. Dopiero dziennikarz William de Worde odkrywa prawdę i – publikując na ten temat artykuły w swej "azecie" – umożliwia Patrycjuszowi odzyskanie stanowiska, jednocześnie przypisując wszelkie zasługi Straży.

### Straż Nocna
Samuel Vimes w wyniku przedziwnego wypadku przenosi się w przeszłość. Teraz musi nauczyć młodszego siebie, jak być dobrym gliną, i wrócić do swoich czasów.

### Potworny regiment
Samuel Vimes jako postać drugoplanowa broni interesów Ankh-Morpork w wojnie pomiędzy Borogravia a Zlobenią.

### Łups!
Samuel Vimes i cała Straż muszą rozwiązać zagadkę śmierci pewnego krasnoluda, aby nie dopuścić do wybuchu wojny między trollami i krasnoludami. W tym celu muszą udać się m.in. do Doliny Koom. Przy okazji szeregi Straży zasila pierwszy wampir, a właściwie wampirzyca.

## Uzbrojenie i wyposażenie

### Regulaminowe
Regulaminowe wyposażenie straży (według sierżanta Colona) to:
- kolczuga
- hełm żelazno-miedziany
- półpancerz żelazny
- pałka dębowa
- pika lub halabarda alarmowa
- kusza
- miecz krótki
- klepsydra
- odznaka miedziana
- dzwonek (do dzwonienia i krzyczenia: "Jest dwunasta i wszystko jest w porządku!")

### Broń etniczna
Mimo początkowych oporów sierżanta Colona ("Strażnicy noszą miecz, krótki, jedna sztuka, i pałkę, jedna sztuka") do indywidualnego wyposażenia strażników trafiły również:
- dwuostrzowy topór do rzutów (krasnoludy)
- balista – oryginalnie machina oblężnicza, używana przez Detrytusa zamiast regulaminowej kuszy (Piecemaker)
- "wszystko co damy radę unieść" – pomysł nowelizacji regulaminu autorstwa kaprala Nobbsa w Zbrojnych, odrzucony przez Patrycjusza.

## Członkowie straży

### Angua
Angua (właśc. Delfina Angua von Überwald) – wilkołak płci żeńskiej; jej zdolność zmiany postaci, a zwłaszcza niesamowity węch, bardzo przydają się w pracy policyjnej. Angua pochodzi z Überwaldu, jej rodzicami są baronowa Serafine von Überwald oraz baron Guye von Überwald. Łączy ją bliski związek z kapitanem Marchewą. Występuje w powieściach Zbrojni, Na glinianych nogach, Bogowie, honor, Ankh-Morpork, Piąty Elefant, Prawda, Straż nocna, Potworny regiment, Łups!, Świat finansjery, Niewidoczni Akademicy, Niuch.
Nazwa postaci została użyta do epitetu gatunkowego wymarłego gatunku kredowego miłorzębowych, z rodzaju Czekanowskia z Wielkiej Brytanii: Czekanowskia anguae

### Cudo Tyłeczek
Cudo Tyłeczek (w oryg. Cheery Littlebottom) – sierżant, krasnolud płci żeńskiej, córka Wesołego Tyłeczka, wnuczka Klep Tyłeczka, pochodzi z Überwaldu, stąd też jej zakorzenione w krasnoludzkiej tradycji imię. Z wykształcenia alchemiczka, dzięki czemu zostaje specjalistką od odkrywania i badania śladów. Blisko przyjaźni się z Anguą, pod której wpływem zostaje pierwszą krasnoludzką kobietą, przyznającą się do swojej płci, w związku z czym zmienia imię na Cheri (co w oryginalnej wersji językowej było niewielką zmianą z imienia Cheery). Występuje w Zbrojni, Na glinianych nogach, Bogowie, honor, Ankh-Morpork, Piąty Elefant, Łups!,  Niuch.

### Detrytus
Detrytus (ang. Detritus) – pierwszy troll w Straży, w wyniku afiliatywnej rekrutacji zorganizowanej przez Patrycjusza pod naciskiem Krzemowej Ligi Walki ze Zniesławieniem; podobnie jak u wszystkich innych trolli w Świecie Dysku, imię Detrytusa pochodzi od rodzaju skały – w jego przypadku detrytu. Początkowo, w Ruchomych obrazkach, jest ochroniarzem (dokładnie "rozgniatajło" karczmy "Załatany Bęben", profesja jest bardzo popularna wśród trolli, istot silnych i niezbyt lotnych). Jako młodszy funkcjonariusz mający problem z opanowaniem salutowania, po wydarzeniach opisanych w powieści Zbrojni awansowany do stopnia sierżanta odpowiedzialnego m.in. za szkolenie rekrutów. Troll, który całą matematykę sprowadził do jednego znaku równości (wynik pobytu w ultraniskich temperaturach Składu Przyszłej Wieprzowiny), ale i miał nieszczęście zawędrować na gorące pustynie Klatchu gdzie, jak wiadomo, mózgi trolli działają bardzo wolno.
Nazwa postaci została użyta do epitetu gatunkowego wymarłego gatunku kredowego cisowatych z Wielkiej Brytanii: Torreyites detriti

### Frederick Colon
Frederick Colon – człowiek, sierżant, pojawia się po raz pierwszy w utworze w Straż! Straż!. Wraz z Nobbym Nobbsem i Samuelem Vimesem jeden z najdłuższych stażem członków Straży. Przed wstąpieniem do straży spędził dużo czasu w wojsku, służył w dwóch regimentach (Średnia Piechota Diuka Quirmu i Pierwszy Regiment Ciężkiej Piechoty Diuka Erolle). Za młodu (co jest opisane w Straży nocnej) brał także czynny udział w wydarzeniach "Chwalebnego 25 Maja". Początkowo kapral, potem awansowany do sierżanta, podczas nieobecności Vimesa i Marchewy w czasie wydarzeń opisanych w Piątym Elefancie tymczasowo pełni obowiązki kapitana, co niemal doprowadza do upadku Straży Miejskiej, gdy jego paranoiczne zachowania powodują masową rezygnację innych funkcjonariuszy. Ponownie zdegradowany do sierżanta, został oddelegowany do nowo powstającego wydziału ruchu drogowego wraz ze swoim przyjacielem, kapralem Nobbsem. Bardzo doświadczony policjant, niezbyt bystry, ale mający wielkie wyczucie sytuacji w mieście.

### Marchewa Żelaznywładsson
Marchewa Żelaznywładsson (w oryg. Carrot Ironfoundersson) jako dziecko został znaleziony i wychowany przez krasnoludów, przez co uważa się za jednego z nich (i zupełnie nie przeszkadza mu to, że ma prawie 2 metry wzrostu). Jego oryginalne imię pochodzi od wyglądu jego sylwetki: szerokiej w barach, zwężającej się ku dołowi. Marchewa okazuje się potomkiem ostatniego króla Ankh-Morpork. Wiedzą o tym Patrycjusz oraz komendant Straży Samuel Vimes, on sam jednak nie ma zamiaru przejąć władzy i spokojnie wykonuje swoje obowiązki. Marchewa zapamiętuje każdą osobę, którą spotka w swoim życiu, wszędzie czuje się jak u siebie, a jego charyzma sprawia, że wszyscy go słuchają i wykonują jego sugestie – potrafi przekonać do zaniechania wrogich działań nawet idące naprzeciw siebie dwie przeciwstawne demonstracje krasnoludów i trolli. Wybranką jego serca jest Angua. Kapitan straży, pełniący obowiązki zastępcy Vimesa.

### Nobby Nobbs
Nobby Nobbs – wł. Cecil W. St J. Nobbs,  człowiek (potwierdza to specjalny dokument, wydany przez Patrycjusza), kapral Straży, niegdyś kwatermistrz w armii Diuka Pseudopolis. Jest synem Sconnera Nobbsa i Maisie (z ulicy Wiązów) oraz bratem Errola Nobbsa. Ma "prawdopodobnie 34 lata" - jego matka "zawsze trochę mgliście opisuje szczegóły". W utworze Piąty Elefant został oddelegowany do nowo powstającego wydziału ruchu drogowego wraz ze swoim przyjacielem, sierżantem Frederickiem Colonem

### Samuel Vimes
Samuel Vimes – dowódca, kapitan, komendant Straży, Diuk Ankh-Morpork.

### Pozostali
- Bibliotekarz z Niewidocznego Uniwersytetu – orangutan, okazjonalnie pomaga Straży jako tajny agent, dlatego ma odznakę.
- Bluejohn – troll.
- Buggy Swires – sześciocalowy gnom, potrafi ujeżdżać gołębie.
- Buogsbratason – krasnolud.
- Cuddy – krasnolud, ex-pracownik hodowli szczurów szczęścia, ginie w Zbrojnych.
- Czert – troll, funkcjonariusz wydziału utrzymania ruchu.
- Dorfl – pierwszy wolny i mówiący golem, żaroodporny ateista.
- Flint – troll.
- Fronton – gargulec.
- Haddock – człowiek.
- Igor – kulejący, sepleniący (chociaż czasem zapominający seplenić) sanitariusz-chirurg.
- Cennik Jolson.
- Kepple, sierżant – dowódca dziennej roty Straży (do "Zbrojnych").
- Klepacz
- Kolarąb – krasnolud.
- Lucker – człowiek.
- Łupek – troll.
- Mika – troll.
- Morena – troll.
- Ping – człowiek.
- Powal – Omnianin o pełnym imieniu Powal Niedowiarków Chytrymi Argumentami, przyjaciel Wizytuja.
- Reg Shoe – zombie.
- Rodney – chochlik, pracuje w ikonografie na moście.
- Rzygacz – gargulec, specjalista od obserwacji, pobierający pensję w ulubionym pożywieniu: gołębiach.
- Sally von Humpeding – pierwszy wampir (a właściwie wampirzyca) w Straży Miejskiej, jej pełne imię brzmi Salacia Deloresista Amanita Trigestatra Zeldana Malifee (...) von Humpeding.
- Świdersson – kapral.
- Węglarz – troll.
- Udgryziel – krasnolud.
- Wizytuj – Omnianin o pełnym imieniu Wizytuj Niewiernych z Wyjaśniającymi Broszurami, znany też pod przezwiskiem Kocioł.
- Wręcemocny – krasnolud, zamordowany przez Carcera w Straży nocnej.
- Złomotarcz – krasnolud.

## Osoby związane ze Strażą
- Carcer – seryjny morderca.
- Cegła – troll-narkoman, posądzony o zabójstwo Combergniota.
- Chryzopraz – pierwszy ucywilizowany troll, specjalista od pożyczek na "czysta procent misiuncznie".
- Ciut Szalony Artur – Feegle wychowany przez gnomy, jedyny deratyzator stający "oko oko z wrogiem".
- Edward d'Eath – skrytobójca, ostatni potomek rodu d'Eath.
- Boffo – klaun-odźwierny.
- Flannel – właściciel tawerny.
- Gardło Sobie Podrzynam Dibbler – sprzedawca wszystkiego, słynny z pasztecików i kiełbasek w bułce.
- Patrycjusz – Lord Havelock Vetinari, jedyna osoba, której nie grozi "samobójstwo" w Ankh-Morpork.
- Remitt – płatnerz.
- Sybil Ramkin – najbogatsza kobieta Ankh-Morpork, miłośniczka smoków bagiennych, w Zbrojnych została żoną Samuela Vimesa
- Tuiteraz – najgorszy złodziej na Dysku.
- Węglarz – troll posądzony o zabójstwo Młotokuja.
- Gaspode – cudowny kundelek umiejący mówić, pomaga Straży (głównie Marchewie i Angui) i Williamowi de Worde.
- William de Worde – dziennikarz pomagający Straży w śledztwie.
- Sacharissa – współpracownica de Worde'a.
- Samuel Vimes (Junior) – syn Samuela Vimesa (seniora) rodzi się pod koniec Straży nocnej.
- Sir Reynold – kustosz galerii sztuki w Ankh-Morpork.